# أبايا (أسطورة)

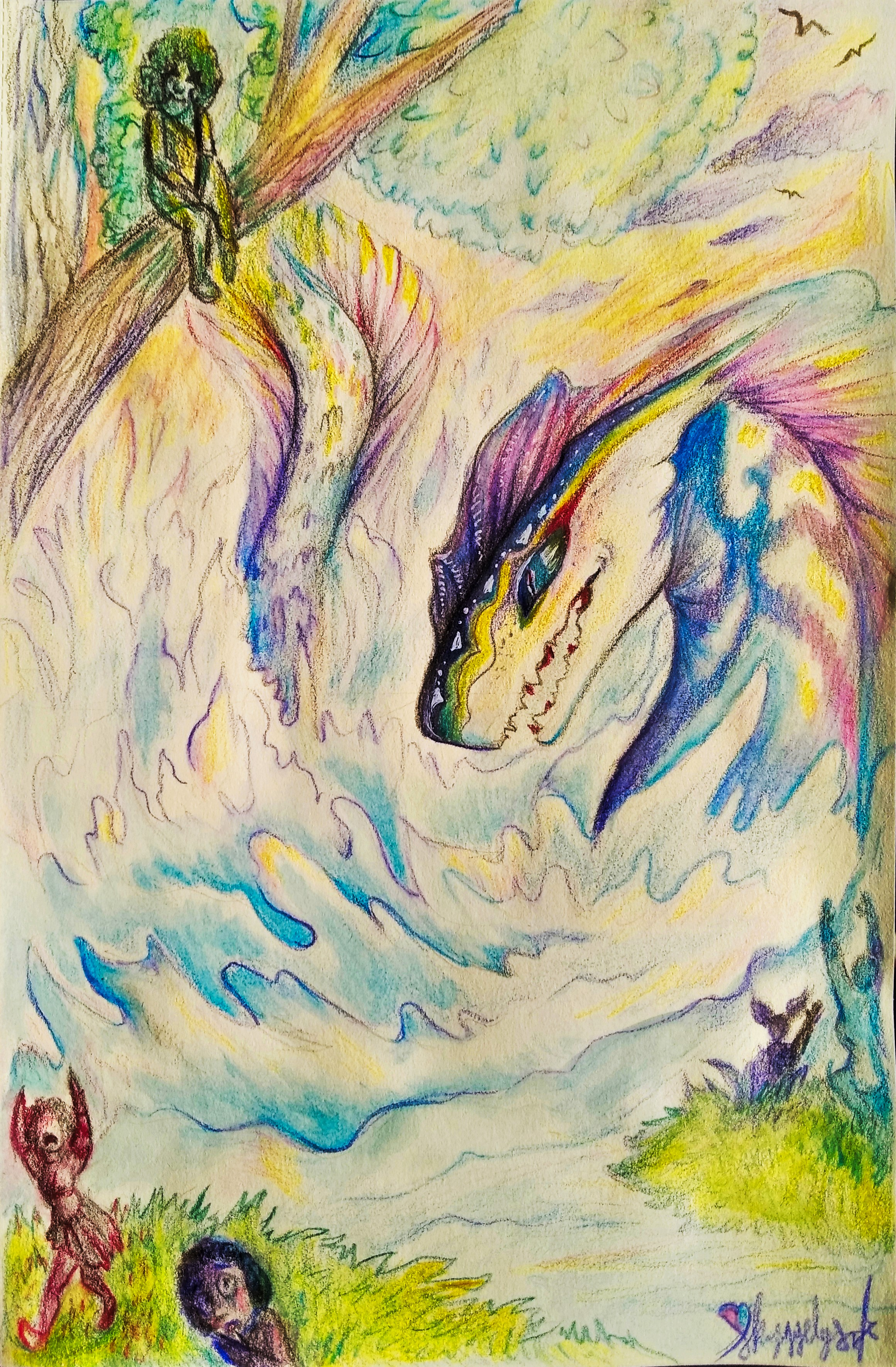
رسم لأبايا لفنان تحت اسم مستعار Skyggelys

أبايا (بالإنجليزية: Abaia)‏ في الأساطير الميلانيزية أبايا هو ثعبان البحر السحري والضخم في ميلانيزيا. وفقًا للأساطير الميلانية، فإن الأبايا هو نوع من أنواع ثعابين البحر الكبيرة والذي يسكن في قاع بحيرات المياه العذبة في جزر فيجي وسليمان وفانواتو. يقال أن الأبايا ينظر إلى جميع المخلوقات الموجودة في البحيرة على أنهم أطفاله ويحميهم بشراسة ضد أي شخص يضر بهم أو يزعجهم. يقال إن أولئك الذين يجرؤون على محاولة اصطياد الأسماك من البحيرة التي فيها أبايا سيُغرقهم أبايا على الفور بموجة كبيرة تسببها ضربة ذيله على الماء.